# Stăvărăști
Stăvărăști – wieś w Rumunii, w okręgu Buzău, w gminie Balta Albă. W 2011 roku liczyła 74 mieszkańców.